# Gwerful Mechain
Pour les articles homonymes, voir Méchain.
Gwerful Mechain (fl. 1460–1502), est une poétesse galloise médiévale et la seule dont on sait qu'une œuvre substantielle a survécu. Elle est connue pour sa poésie érotique, dans laquelle elle loue notamment la vulve.

## Biographie
Gwerful Mechain est originaire du Mechain, un cantref de l'ancien royaume de Powys, dans le nord-est du pays de Galles. Peu d'informations d'ordre biographique subsistent à son sujet, mais il est généralement admis qu'elle descend d'une famille noble de Llanfechain.
Ses parents s'appellent Gwenhwyfar et Hywel Fychan. Outre Gwerful, ils ont au moins trois fils et une fille. Gwerful épouse John ap Llywelyn Fychan et elle a au moins un enfant : une fille nommée Mawd.

## Œuvre
Gwerful Mechain est, après Ann Griffiths (elle aussi originaire du nord du Powys), l'une des plus célèbres poétesses galloisantes. Son œuvre, composée dans les deux styles de versification traditionnels que sont le cywydd et l'englyn, célèbre aussi bien la religion que le sexe, parfois au sein d'un seul et même poème.
Sa poésie érotique est remarquée au debut du XXIe siècle, en particulier Cywydd y Cedor (« Poème au vagin »), un poème louant la vulve. Elle y reproche aux poètes masculins d'avoir célébré toutes les parties du corps de la femme mais d'en avoir ignoré « le milieu ». « Faites circuler des chansons sur le quim (sexe féminin) », adjure-t-elle à ses lecteurs. « Que Dieu sauve ce beau buisson. »
Elle participe activement à la culture poétique de son époque. Beaucoup de ses poèmes survivants sont des exemples d'ymrysonau, des disputes en vers qui l'opposent à ses pairs tels que Dafydd Llwyd o Fathafarn (en), Ieuan Dyfi (en) ou Llywelyn ap Gutun.